# VCC-1 Camillino
Il VCC-1 Camillino è un veicolo trasporto truppe progettato in Italia dalla OTO Melara. Questo veicolo si basa sull'architettura generale dell'M113 statunitense, con diverse migliorie legate all'esperienza d'uso nell'Esercito Italiano. In particolare la blindatura è stata inclinata nella parte posteriore del veicolo e sono state ricavate feritoie nel vano trasporto. Queste modifiche, migliorando la capacità di combattimento offensiva e la protezione del mezzo, hanno tuttavia ridotto le capacità di trasporto a 7 uomini invece dei 12 dell'M113.
La sigla VCC viene da "Veicolo corazzato da combattimento" ed è usata nell'ambito della nomenclatura dell'Esercito Italiano per due diverse categorie di mezzi:
- APC nel caso di VCC-1 e VCC-2
- IFV nel caso del VCC-80 Dardo

## Sviluppo
Insoddisfatto dall'evidente scarsa capacità di combattimento di prima linea del cingolato M113, prodotto su licenza dalla Oto Melara in oltre 4 000 esemplari anche per l'export, l'Esercito Italiano stilò un elenco di richieste per un nuovo mezzo da combattimento per la fanteria che avesse un incremento sensibile in termini di potenza di fuoco e di protezione.
Il tentativo di acquisire un veicolo con tali caratteristiche per far operare la fanteria con i carri armati c'era già stato, ma l'AMX-VCI francese proposto, basato sulla meccanica dell'AMX-13, non ebbe in Italia sufficiente apprezzamento, fallendo nel tentativo di diventare il veicolo da combattimento per la fanteria standard dell'EI. Le richieste vennero allora indirizzate verso l'affidabile M113 dotato di una postazione protetta per una Browning M2 sulla sommità e di feritoie per l'osservazione ed il tiro da parte del personale di fanteria trasportato nel vano posteriore. Le modifiche erano basate in larga misura sulle proposte della casa madre, la FMC statunitense, che vennero studiate e sperimentate. Alla fine, installazioni interessanti come il cannone telecomandato vennero lasciate cadere e il risultato di tanti sforzi non si dimostrò tanto migliore del modello base.

## Tecnica
Il VCC, poi ridenominato VCC-1, è caratterizzato dall'avere la stessa meccanica degli ultimi lotti di M113, ovvero un motore Diesel da circa 220 hp, che nonostante il leggero aumento di potenza, consente prestazioni sensibilmente peggiorate dato il maggiore peso complessivo rispetto al veicolo standard. In termini di protezione, alle pareti di circa 25–32 mm in lega d'alluminio sono state aggiunte piastre da 6 mm di acciaio sui fianchi e sul davanti del mezzo. Questo assicura la protezione nei confronti dei proiettili calibro 7,62 mm che invece, da brevi distanze e possibilmente con ogive perforanti, riuscivano spesso a penetrare il mezzo originario (la protezione dai colpi di piccolo calibro era assicurata solo da una distanza media e/o senza proiettili AP). La distanza di perforazione dei proiettili standard da 12,7 mm delle mitragliatrici pesanti, scende da 600 a 200 metri. Un altro accorgimento per aumentare la protezione è quello di inclinare le pareti dei fianchi, la cui parte superiore ha avuto un'angolazione moderata, forse attorno ai 25 gradi, per migliorare la resistenza balistica (sia per l'aumento dello spessore virtuale che della probabilità di rimbalzo dei colpi). La riduzione di spazio interno, come anche la necessità di ridurre le conseguenze di mine esplose sotto al veicolo, ha comportato lo spostamento del serbatoio di carburante, ora sdoppiato sui lati del portellone posteriore dove entrano ed escono le truppe e i materiali pesanti. La vulnerabilità dei serbatoi al fuoco nemico che ne deriva, si suppone sia compensata dall'evitare le conseguenze di un incendio che affliggesse il carburante contenuto all'interno del mezzo. La cosa, considerando che il VCC è pur sempre un mezzo in lega d'alluminio (nonché la cattiva prova data dai serbatoi dentro le portiere dei BMP sovietici), è altamente opinabile. In ogni caso, essa compensa almeno in parte la minore disponibilità di spazio nel vano truppe.
In termini di potenza di fuoco, la macchina ha ancora l'armamento base dell'M113.
La postazione della M2 è se non altro dotata di piastre protettive da 10mm, sensibilmente inclinate, che costituiscono un buon compromesso tra una torretta, meglio protetta, ed una postazione puramente scudata anteriormente.
Il mitragliere ha ancora un buon campo visivo e una istintiva velocità di reazione se avvista una minaccia.

I fanti all'interno del vano di combattimento, prima obbligati a combattere fuori o sopra il mezzo, adesso hanno anche alcune (almeno 2 per lato) postazioni di tiro, con feritoia e visore blindato.

## Servizio e evoluzione
Il VCC entrò in linea negli anni '70, iniziando ad equipaggiare le unità di fanteria delle brigate corazzate e meccanizzate, ovvero quelle maggiormente in cooperazione con le unità carri.
Dal momento che la produzione non bastava per coprire tutte le esigenze, venne terminata a circa 600 mezzi, ma iniziò la riconversione di circa 1200 M113 con la meccanica diesel e piastre aggiuntive sui fianchi e il davanti, oltre che una postazione per il mitragliere con piastre rotondeggianti anziché squadrate. Facile riconoscere i VCC-2 dato che la sezione superiore-posteriore dei fianchi è verticale.
Da notare come, sebbene il VCC passi ancora per un mezzo anfibio e la piastra frangiflutti (in legno) sia ancora montata, la dottrina tattica dell'Esercito smentisca questo fatto, considerando il VCC, nonostante il peso di circa 1000 kg soltanto superiore all'M113, un mezzo privo di qualità anfibie (già modeste sull'originario cingolato). Nonostante questo, alcuni VCC-1, circa 30, sono stati dati in carico al Battaglione S. Marco, verosimilmente solo perché non esistevano altri veicoli moderni disponibili.
È difficile dire quanti VCC-1 siano stati prodotti, infatti la cifra ufficiale parla di meno di 600, ma 200 sono stati esportati in Arabia Saudita, almeno secondo una fonte, in configurazione specializzata anticarro in quanto armati con lanciatori per missili TOW del tipo M901 ITV. Se il totale sia quindi '600' o '600+200 esportati' è arduo da dire, anche se l'EI ne ha fatto un largo uso rendendo difficile credere che ne abbia avuti meno di 400. In ogni caso, nell'EI non esistono versioni speciali del VCC-1/2, a differenza del precedente, ubiquo M113.